# Magánjog
A magánjog a jogrendszer azon jogterülete, amely a magánérdekű életviszonyokat szabályozza, olyan gyűjtőfogalom, amely a mellérendelt jogalanyok jogviszonyait foglalja magába, azaz a magánjog az autonóm egyéni cselekvés és a civiltársadalmi önmozgás, önszerveződés jogterülete.

## Története
A magánjog gyökerei a római jogba nyúlnak vissza, ahol a magánjog a római polgárok joga (ius civile) volt, ezek személyi és vagyoni viszonyait szabályozta.
A jogrendszeren belül már Ulpianus is megkülönböztette a közérdekű életviszonyokat szabályozó közjogot, a magánérdekű életviszonyokat szabályozó magánjogtól. Ez a megkülönböztetés a feudalizmusban azután okafogyottá vált, mert a közérdekű és magánérdekű életviszonyok nem váltak el így egymástól. A polgárosodás eredményeképpen azután a közjog és magánjog újra szétvált egymástól, majd a szocialista jogtudomány újra tagadta ezen szétválasztás létjogosultságát.
A modern jogtudomány a közjog és a magánjog jogterületén túlmenően megkülönböztet egy komplex jogterületet is, amelyre a közjogi és magánjogi szabályozás együttes alkalmazása jellemző.

## Jellemzői
- A magánjog funkciója a személyeket megillető alanyi jogok biztosítása.[6]
- A magánjogi életviszonyok mellérendeltségi viszonyok.[6]
- A magánjogban a felek egyenjogúsága jellemző.[3]
- A magánjogban akaratautonómia érvényesül.[3]
- A magánjogban az érdekellentét, illetve az érdekkiegyenlítés a jellemző.[3]
- A magánjogban főszabályszerűen a közvetett kényszer érvényesül.[3]
- A magánjogi viszonyokban az eshetőlegesség az általános.[3]
- Alaki szempontból a magánjogi jogszabályok attributív, jogosító jogszabályok.[3]

## Részterületei
- Polgári jog
  - Személyek joga
  - Dologi jog
  - Kötelmi jog
- Munkajog
- Polgári eljárásjog
- Családi jog
- Kereskedelmi jog
- Agrárjog